# 南海大阪軌道線
大阪軌道線（おおさかきどうせん）は、かつて南海電気鉄道が経営していた上町線、阪堺線、平野線の総称。このうち1980年に廃止された平野線を除いて同年から阪堺電気軌道が経営している。
南海電気鉄道発足時、既に休止路線であった大浜支線が含まれるかは不明。

## 概要
1980年11月27日の最終列車を以って、南海電気鉄道平野線の旅客営業が廃止（書類上の廃止日は、1980年（昭和55年）11月28日。同時に南海電気鉄道発足時、既に休止路線であった大浜支線も正式に廃止）されたのに続き、1980年12月1日に上町線と阪堺線は、新たに南海電気鉄道の子会社として同年7月7日に設立された阪堺電気軌道（2代目）に譲渡され、その前日の1980年11月30日の最終列車を以って、大阪軌道線は、その歴史に幕を閉じた。
1976年頃から上町線の全線と阪堺線住吉 - 我孫子道間で車種限定の上でワンマン運転を行うようになったことから、普通乗車券の取り扱いを廃止し、車掌乗務のまま残った阪堺線（全線通し運転が中心）と平野線においては、車掌乗務時でも降車時に現金で後払いするシステムに改められた（阪堺線も完全にワンマン化されたのは1979年頃から。平野線は廃止までワンマン化されなかった）。

## 路線データ
- キロ程：
- 軌間：1435mm
- 駅数：
- 複線区間：全線
- 電化区間：全線電化
- 電圧：直流600V
- 変電所：玉出・中野
- 併用軌道：
- 専用軌道：
- 法令：軌道法
- 車両基地：大和川車庫
- 車両工場：大和川検車区

## 営業路線

### 上町線
| 駅名                            | 営業キロ | 接続路線 | 所在地 | 所在地         |
| ------------------------------- | -------- | --- | ------ | -------------- |
| 天王寺駅前                      | 0.0      | 南海電気鉄道：天王寺支線 日本国有鉄道：大阪環状線・関西本線・阪和線 近畿日本鉄道：南大阪線 大阪市営地下鉄：御堂筋線・谷町線 大阪市電（196?年まで） | 大阪府 | 大阪市阿倍野区 |
| 常盤通（19??年廃駅）            | (0.2)    | | 大阪府 | 大阪市阿倍野区 |
| 阿倍野（斎場前） 【乗換指定駅】 | 0.6      | 南海電気鉄道：平野線 | 大阪府 | 大阪市阿倍野区 |
| 中道（1970年代頃廃駅）          | (0.9)    | | 大阪府 | 大阪市阿倍野区 |
| 松虫                            | 1.4      | | 大阪府 | 大阪市阿倍野区 |
| 東天下茶屋                      | 1.6      | | 大阪府 | 大阪市阿倍野区 |
| 北畠駅                          | 2.3      | | 大阪府 | 大阪市阿倍野区 |
| 姫松駅                          | 2.7      | | 大阪府 | 大阪市阿倍野区 |
| 帝塚山三丁目                    | 3.1      | | 大阪府 | 大阪市住吉区   |
| 帝塚山四丁目                    | 3.4      | | 大阪府 | 大阪市住吉区   |
| 神ノ木                          | 3.8      | 南海電気鉄道：高野線 | 大阪府 | 大阪市住吉区   |
| 住吉 【乗換指定駅】             | 4.4      | 南海電気鉄道：阪堺線 | 大阪府 | 大阪市住吉区   |
| 住吉公園                        | 4.6      | 南海電気鉄道：南海本線 | 大阪府 | 大阪市住吉区   |

※常盤通駅は、天王寺駅前駅が現在の阪堺電気軌道上町線の天王寺駅前駅の位置に移設された頃に廃駅されたと推定されているが、詳細は不明。

### 阪堺線
| 駅名                   | 営業キロ | 接続路線                                                                                     | 所在地 | 所在地       |
| ---------------------- | -------- | -------------------------------------------------------------------------------------------- | ------ | ------------ |
| 恵美須町               | 0.0      | 大阪市営地下鉄：堺筋線                                                                       | 大阪府 | 大阪市浪速区 |
| 南霞町                 | 0.6      | 日本国有鉄道：大阪環状線・関西本線 南海電気鉄道：南海本線 大阪市営地下鉄：御堂筋線・堺筋線駅 | 大阪府 | 大阪市西成区 |
| 今池 【乗換指定駅】    | 1.0      | 南海電気鉄道：平野線・天王寺支線                                                             | 大阪府 | 大阪市西成区 |
| 松田町                 | 1.7      |                                                                                              | 大阪府 | 大阪市西成区 |
| 北天下茶屋             | 2.0      |                                                                                              | 大阪府 | 大阪市西成区 |
| 聖天坂                 | 2.4      |                                                                                              | 大阪府 | 大阪市西成区 |
| 天神ノ森               | 2.8      |                                                                                              | 大阪府 | 大阪市西成区 |
| 宮ノ下（19??年頃廃駅） | (3.0)    |                                                                                              | 大阪府 | 大阪市西成区 |
| 東玉出                 | 3.2      |                                                                                              | 大阪府 | 大阪市西成区 |
| 塚西                   | 3.6      |                                                                                              | 大阪府 | 大阪市西成区 |
| 東粉浜                 | 4.2      |                                                                                              | 大阪府 | 大阪市住吉区 |
| 住吉駅 【乗換指定駅】  | 4.6      | 南海電気鉄道：上町線                                                                         | 大阪府 | 大阪市住吉区 |
| 住吉鳥居前             | 4.8      | 南海電気鉄道：南海本線                                                                       | 大阪府 | 大阪市住吉区 |
| 細井川                 | 5.1      |                                                                                              | 大阪府 | 大阪市住吉区 |
| 安立町                 | 5.6      |                                                                                              | 大阪府 | 大阪市住吉区 |
| 我孫子道               | 6.2      |                                                                                              | 大阪府 | 大阪市住吉区 |
| 大和川                 | 6.8      |                                                                                              | 大阪府 | 堺市         |
| 高須神社               | 7.3      |                                                                                              | 大阪府 | 堺市         |
| 綾ノ町                 | 7.7      |                                                                                              | 大阪府 | 堺市         |
| 神明町                 | 8.1      |                                                                                              | 大阪府 | 堺市         |
| 妙国寺前               | 8.4      |                                                                                              | 大阪府 | 堺市         |
| 花田口                 | 8.7      |                                                                                              | 大阪府 | 堺市         |
| 大小路                 | 9.0      |                                                                                              | 大阪府 | 堺市         |
| 宿院                   | 9.4      |                                                                                              | 大阪府 | 堺市         |
| 寺地町                 | 9.8      |                                                                                              | 大阪府 | 堺市         |
| 御陵前                 | 10.2     |                                                                                              | 大阪府 | 堺市         |
| 東湊                   | 10.9     |                                                                                              | 大阪府 | 堺市         |
| 石津                   | 12.2     |                                                                                              | 大阪府 | 堺市         |
| 船尾                   | 12.9     |                                                                                              | 大阪府 | 堺市         |
| 海道畑（19??年頃廃駅） | (13.6)   |                                                                                              | 大阪府 | 堺市         |
| 浜寺駅前               | 14.1     | 南海電気鉄道：南海本線                                                                       | 大阪府 | 堺市         |

### 平野線
| 駅名                            | 営業キロ | 接続路線                             | 所在地 | 所在地         |
| ------------------------------- | -------- | ------------------------------------ | ------ | -------------- |
| 今池駅 【乗換指定駅】           | 0.0      | 南海電気鉄道：阪堺線・南海天王寺支線 | 大阪府 | 大阪市西成区   |
| 飛田駅                          | 0.4      |                                      | 大阪府 | 大阪市西成区   |
| 阿倍野（斎場前） 【乗換指定駅】 | 1.2      | 南海電気鉄道：上町線                 | 大阪府 | 大阪市阿倍野区 |
| 苗代田                          | 1.7      |                                      | 大阪府 | 大阪市阿倍野区 |
| 文ノ里                          | 2.2      |                                      | 大阪府 | 大阪市阿倍野区 |
| 股ヶ池                          | 2.7      |                                      | 大阪府 | 大阪市阿倍野区 |
| 田辺                            | 3.3      |                                      | 大阪府 | 大阪市東住吉区 |
| 駒川町                          | 3.8      |                                      | 大阪府 | 大阪市東住吉区 |
| 中野                            | 4.3      |                                      | 大阪府 | 大阪市東住吉区 |
| 西平野                          | 5.4      |                                      | 大阪府 | 大阪市平野区   |
| 平野                            | 5.9      |                                      | 大阪府 | 大阪市平野区   |

## 運転系統
| 盤面の地色 | 文字 | 系統                  | 経路                                                         |
|            |      | 天王寺駅前 - 住吉公園 | 天王寺駅前 - 住吉公園                                        |
|            |      | 天王寺駅前 - 浜寺駅前 | 天王寺駅前 - 住吉 - 浜寺駅前（住吉 - 浜寺駅前間は阪堺線）    |
|            |      | 恵美須町 - 浜寺駅前   | 恵美須町 - - 浜寺駅前                                        |
|            |      | 恵美須町 - 平野       | 恵美須町 - 今池 - 阿倍野 - 平野（恵美須町 - 今池間は阪堺線） |
|            |      | 天王寺駅前 - 平野     | 天王寺駅前 - 阿倍野 - 平野（天王寺駅前 - 阿倍野間は上町線）  |

| 盤面の地色 | 文字 | 系統                  | 経路                                                         |
|            |      | 天王寺駅前 - 住吉公園 | 天王寺駅前 - 住吉公園                                        |
|            |      | 天王寺駅前 - 我孫子道 | 天王寺駅前 - 住吉 - 我孫子道（住吉 - 我孫子道間は阪堺線）    |
|            |      | 恵美須町 - 浜寺駅前   | 恵美須町 - - 浜寺駅前                                        |
|            |      | 恵美須町 - 平野       | 恵美須町 - 今池 - 阿倍野 - 平野（恵美須町 - 今池間は阪堺線） |
|            |      | 天王寺駅前 - 平野     | 天王寺駅前 - 阿倍野 - 平野（天王寺駅前 - 阿倍野間は上町線）  |

## 休止路線

### 大浜支線
| 駅名     | 営業キロ | 接続路線           | 所在地     |
| -------- | -------- | ------------------ | ---------- |
| 宿院     | 0.0      | 南海鉄道：阪堺線   | 大阪府堺市 |
| 川尻     | 0.3      |                    | 大阪府堺市 |
| 龍神     | 0.6      | 南海鉄道：南海本線 | 大阪府堺市 |
| 水族館前 | 1.0      |                    | 大阪府堺市 |
| 大浜公園 | 1.4      |                    | 大阪府堺市 |

※接続路線はすべて休止時のもの。

## 廃止路線

### 上町線（一部）
| 駅名                           | 営業キロ | 接続路線 | 所在地 | 所在地         |
| ------------------------------ | -------- | --- | ------ | -------------- |
| （旧）天王寺駅前（19??年廃駅） | 0.0      | 南海電気鉄道：天王寺支線 日本国有鉄道：大阪環状線・関西本線・阪和線 近畿日本鉄道：南大阪線 大阪市営地下鉄：御堂筋線・谷町線 大阪市電               | 大阪府 | 大阪市天王寺区 |
| （新）天王寺駅前（19??年開業） | 0.1      | 南海電気鉄道：天王寺支線 日本国有鉄道：大阪環状線・関西本線・阪和線 近畿日本鉄道：南大阪線 大阪市営地下鉄：御堂筋線・谷町線 大阪市電（196?年まで） | 大阪府 | 大阪市阿倍野区 |

## 路線図
```
　　　　　　　　　　　　　　　　　　　　　〇天王寺西門前
　　　　　　　　　　　　　　　　　　　　　＊
　　　　　　　　　　　　　　　　　　　　上＊
　　　　　　　　　　　　　　　　　　　　町＊
　　　　　　　　　　　　　　　　　　　　線＊
　　　　　　　　　　　　　　　　　　　　譲〇茶臼山
　　　　　　　　　　　　〇恵美須町　　　渡＊
　　　　　　　　　　　　┃　　　　　　　区＊
　　　　　　　　　　　　┃　　　　　　　間＊
　　　　　　　　　　　　┃　　　　　　　　＊
　　　　　　　　　　　　〇南霞町　　　　　〇天王寺駅前
　　　　　　　　　　　　┃　　　　　　　　┃
　　　　　　　　　　　　┃　　　　　　　上┃
　　　　　　　　　　　　┃　　　　　　　町┃
　　　　　　　　　　　　┃　　　　　　　線┃
　　　　　　　　　　　　┃　　 平野線　　 ┃　　　　　　　　　　　
　　　　　　　　　　　　◎━━━━〇━━━◎━━━━〇━━〇文ノ里
　　　　　　　　　　　　┃今池　　飛　　　┃阿倍野　苗　　┃　　　　　　　　　　　　　　
　　　　　　　　　　　　┃　　　　田　　　┃　　　　代　　┃　　　　　　　　　　　
　　　　　　　　　　　　┃　　　　　　　　┃　　　　田　　┃　　　　　
　　　　　　　　　　　　〇今船　　　　　　┃　　　　　　　┃
　　　　　　　　　　　　┃　　　　　　　　〇松虫　　　　　〇股ヶ池
　　　　　　　　　　　　┃　　　　　　　　┃　　　　　　　┃
　　　　　　　　　　　　〇松田町　　　　　┃　　　　　　平┃
　　　　　　　　　　　　┃　　　　　　　　┃　　　　　　野┃　　　　　　　　　　　　
　　　　　　　　　　　　┃　　　　　　　　〇東天下茶屋　線〇田辺
　　　　　　　　　　　　〇北天下茶屋　　　┃　　　　　　　┃　
　　　　　　　　　　　　┃　　　　　　　　┃　　　　　　　┃
　　　　　　　　　　　　┃　　　　　　　　┃　　　　　　　┃　　　　　　　　　　平野線未成区間　
　　　　　　　　　　　　〇聖天坂　　　　　〇北畠　　　　　〇━━〇━━〇━━〇………………………〇
　　　　　　　　　　　阪┃　　　　　　　上┃　　　　　　　駒　　中　　西　　平　　　　　　　　　柏
　　　　　　　　　　　堺┃　　　　　　　町┃　　　　　　　川　　野　　平　　野　　　　　　　　　原
　　　　　　　　　　　線〇天神ノ森　　　線┃　　　　　　　町　　　　　野　　　　　　
　　　　　　　　　　　　┃　　　　　　　　〇姫松　　　　　　　
　　　　　　　　　　　　┃　　　　　　　　┃
　　　　　　　　　　　　〇東玉出　　　　　┃
　　　　　　　　　　　　┃　　　　　　　　┃
　　　　　　　　　　　　┃　　　　　　　　〇帝塚山三丁目
　　　　　　　　　　　　〇塚西　　　　　　┃
　　　　　　　　　　　　┃　　　　　　　　┃
　　　　　　　　　　　　┃　　　　　　　　┃
　　　　　　　　　　　　〇東粉浜　　　　　〇帝塚山四丁目
　　　　　　　　　　　　┃　　　　　　　　┃
　　　　　　　　上町線　┃　　　　　　　　┃
　　　　　　〇━━━━━◎━━━━━━〇━┛
　　　　　　住　　　　　┃住吉　　　　神
　　　　　　吉　　　　　┃　　　　　　ノ
　　　　　　公　　　　　┃　　　　　　木
　　　　　　園　　　　　〇住吉鳥居前
　　　　　　　　　　　　┃
　　　　　　　　　　　　┃
　　　　　　　　　　　　〇細井川
　　　　　　　　　　　　┃
　　　　　　　　　　　　┃
　　　　　　　　　　　　〇安立町
　　　　　　　　　　　　┃
　　　　　　　　　　　　┃
　　　　　　　　　　　　◎我孫子道
　　　　　　　　　　　　┃
　　　　　　　　　　　　┃
　　　　　　　　　　　　〇大和川
　　　　　　　　　　　　┃
　　　　　　　　　　　阪┃
　　　　　　　　　　　堺〇高須神社
　　　　　　　　　　　線┃
　　　　　　　　　　　　┃
　　　　　　　　　　　　〇綾ノ町
　　　　　　　　　　　　┃
　　　　　　　　　　　　┃
　　　　　　　　　　　　〇神明町
　　　　　　　　　　　　┃
　　　　　　　　　　　　┃
　　　　　　　　　　　　〇妙国寺前
　　　　　　　　　　　　┃
　　　　　　　　　　　　┃
　　　　　　　　　　　　〇花田口
　　　　　　　　　　　　┃
　　　　　　　　　　　　┃
　　　　　　　　　　　　〇大小路
　　　　　　　　　　　　┃
　　大浜支線（休止）　　┃
〇＊＊〇＊＊〇＊＊〇＊＊◎宿院
大　　水　　龍　　川　　┃
浜　　族　　神　　尻　　┃
公　　館　　　　　　　　〇寺地町
園　　前　　　　　　　　┃
　　　　　　　　　　　　┃
　　　　　　　　　　　　〇御陵前
　　　　　　　　　　　　┃
　　　　　　　　　　　阪┃
　　　　　　　　　　　堺〇東湊
　　　　　　　　　　　線┃
　　　　　　　　　　　　┃
　　　　　　　　　　　　〇石津
　　　　　　　　　　　　┃
　　　　　　　　　　　　┃
　　　　　　　　　　　　〇船尾
　　　　　　　　　　　　┃
　　　　　　　　　　　　┃
　　　　　　　　　　　　〇浜寺駅前

```

## 車両
- モ101型
- モ121型（旧・大阪市電1601型）
- モ151型
- モ161型
- モ201型
- モ205型
- モ251型（旧・京都市電1800型）
- モ301型
- モ351型
- モ501型

### 貨車
- デト11型